# Josse van der Baren

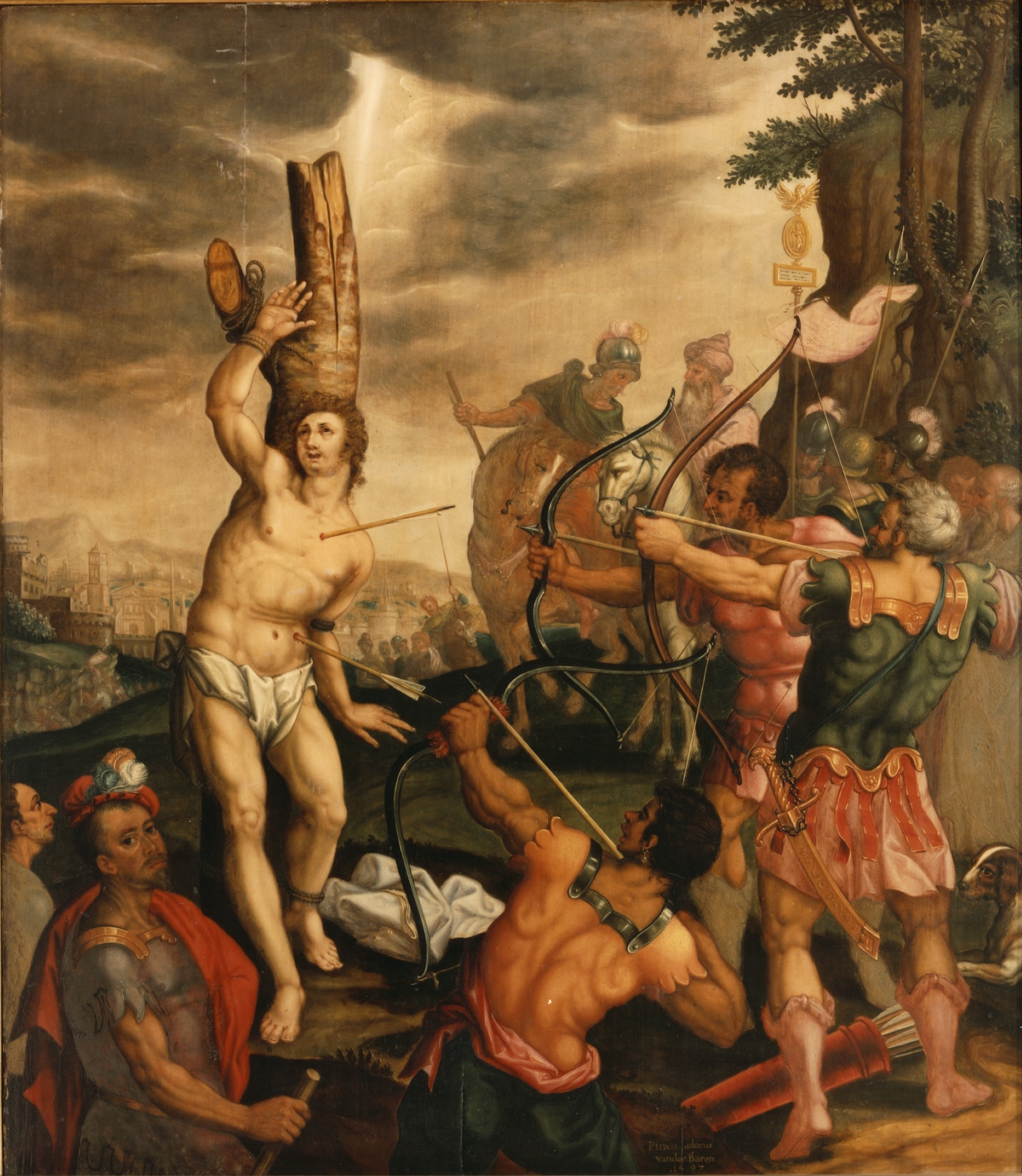
Das Martyrium des Heiligen Sebastian, mittleres Bild.

Josse van der Baren (auch mit dem Vornamen Joost und Jodocus; * zwischen 1540 und 1560 in Löwen; † zwischen 1604 und 1624 ebenda) war ein flämischer Maler historischer Gemälde und Zeichner, der in der Gegend um Löwen Ende des 16. und zu Beginn des 17. Jahrhunderts aktiv war.

## Leben
Josse van der Baren wurde in Löwen geboren und starb dort auch. Es ist weder bekannt, von wem er ausgebildet wurde, noch, ob er Italien besucht hat, obwohl seine Arbeiten eindeutig von italienischer Kunst beeinflusst wurden. Er war hauptsächlich in der Region um Löwen aktiv, was der Grund dafür ist, weshalb sich die meisten seiner Arbeiten noch heute dort befinden.

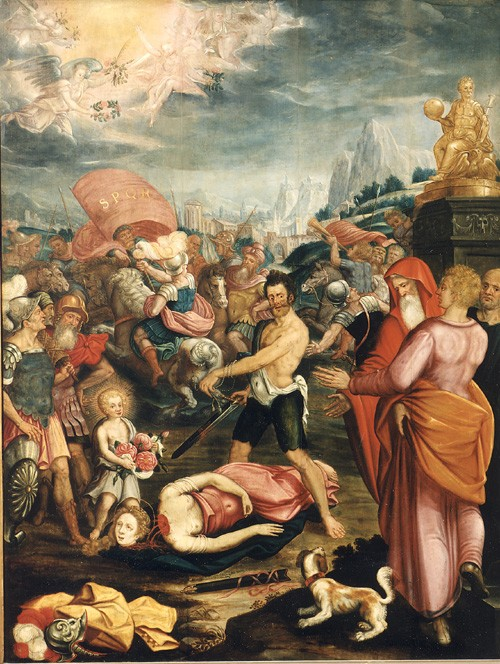
Das Martyrium der Hl. Dorothea, mittleres Bild.

Van der Baren war aktives Mitglied der Löwener Rederijkers, die sich für die Produktion mehrerer Theateraufführungen verantwortlich zeichneten. Sein Bruder hatte die Führungsposition des Fürsten der lokalen Rhetorikerkammer De Roos (Die Rose) inne. Josse van der Baren selbst war ein Freund von Justus Lipsius (1547–1606), dem bedeutenden Philologen und Humanisten, der in Löwen wohnte und unterrichtete. Lipsius verfasste das Epitaph auf dem Grabstein von van der Barens fünfjährigem Sohn, der 1605 gestorben war.

## Werk

### Gemälde
Josse van der Baren malte hauptsächlich religiöse Altargemälde auf Holz. Einige seiner Werke sind um und in Löwen erhalten, unter anderem in der Sankt-Peter-Kirche, der Parkabtei in Heverlee und in der Sankt-Laurentius-Kirche in Veltem. In dieser Zeit malten zahlreiche flämische Künstler wie Michiel Coxcie und Frans Floris in einem italienisierten Stil; auch van der Barens Arbeit ist durch diese Bewegung eindeutig beeinflusst worden.

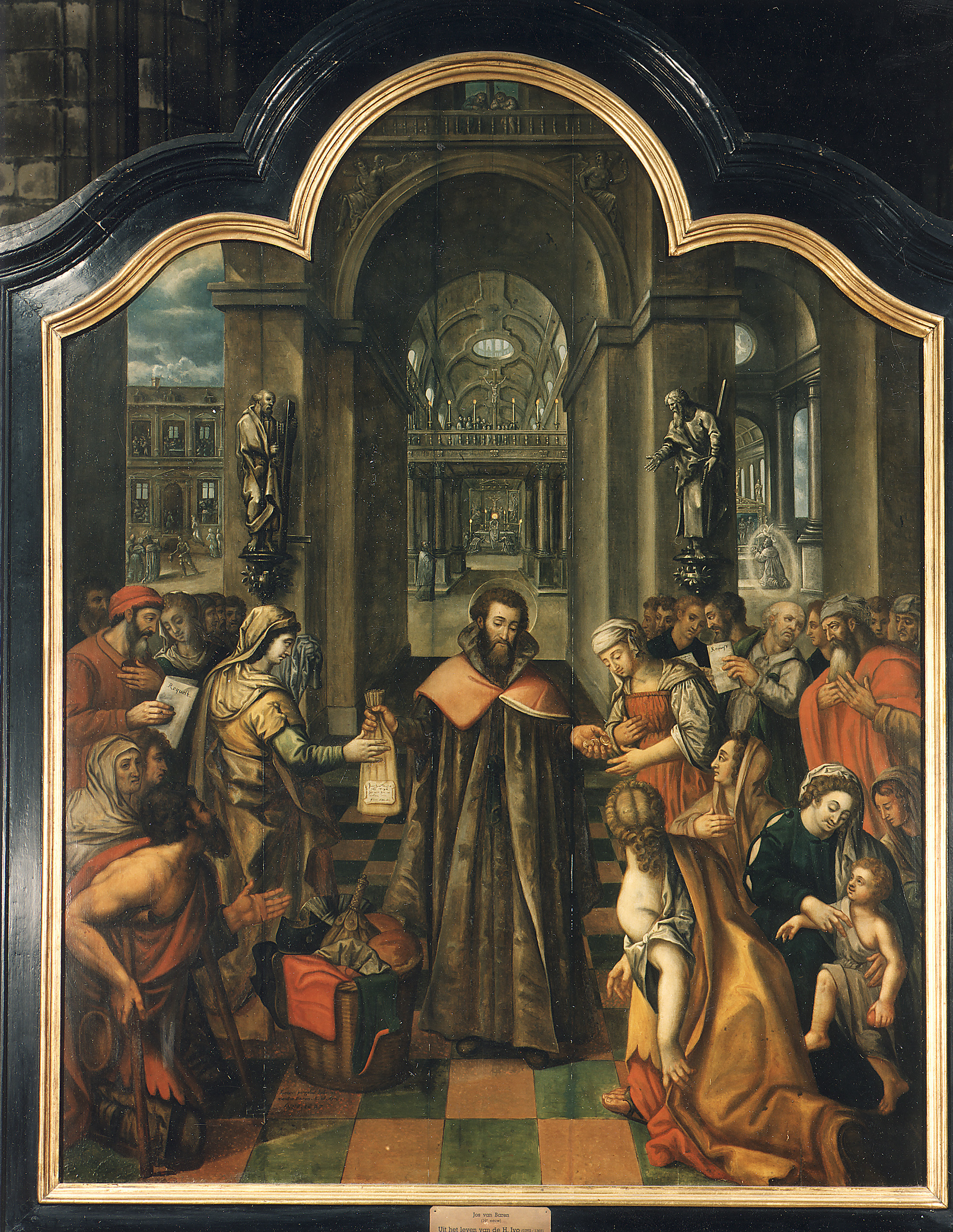
Das St. Ivo Triptychon, mittleres Bild

Sein Meisterstück ist das Martyrium des Heiligen Sebastian (M – Museum Leuven). Ursprünglich handelte es sich dabei um ein Triptychon, wovon nunmehr nur noch das mittlere Bild erhalten ist.
Andere Arbeiten von seiner Hand sind das Martyrium der Heiligen Dorothea und das St. Ivo Triptychon, die beide für die Sankt-Peter-Kirche in Löwen gemalt wurden. Das Martyrium der Heiligen Dorothea war eine Auftragsarbeit der ansässigen Rederijkerskammer De Roos für deren Kapelle in der Sankt-Peter-Kirche in Löwen. Die Heilige Dorothea von Caesarea war die Schutzheilige der Rederijkerskammer De Roos, da Rosen in dieser Heiligenlegende eine wichtige Rolle spielen. Die Frontalansicht des Triptychons zeigt das Martyrium der Heiligen Dorothea in einem an Michiel Coxcie erinnernden Stil. Die Gemälde auf den beweglichen Seitenelementen enthüllen van der Barens Originalität. Sie zeigen architektonische Rahmen mit Ausschnitten aus Löwen sowie Zierrahmen mit Rosengirlanden. Zwei Gedichte sind als Trompe-l’œil auf illusionistischen Papierbögen gemalt. Das St. Ivo Triptychon wurde von der juristischen Fakultät der alten Universität zu Löwen in Auftrag gegeben. Das zentrale Element bildet den heiligen Ivo von Kermartin als Anwalt der Armen, der Almosen verteilt, ab.
Eine schwer beschädigte Mater Dolorosa, gemalt in Grisaille, auf der Rückseite eines Elements der Jungfrau, die zunächst dem Meister von Flémalle (Städel Museum, Frankfurt am Main) zugeschrieben worden war, wird nunmehr van der Baren zugerechnet. Das Gemälde zeigt die trauernde Maria mit einem Schwert, das ihr Herz durchbohrt.

### Zeichnungen

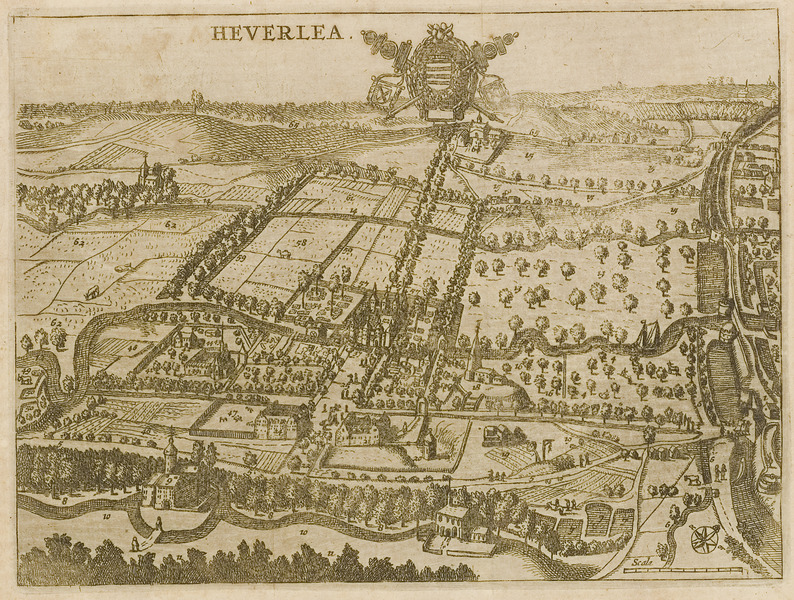
Panorama von Heverlee

Van der Barens Landschaftszeichnungen waren Grundlage mehrerer Gravierungen. Seine Panoramen von Löwen und von Heverlee wurden graviert und gedruckt in Justus Lipsius’ 1605 erschienenem Lovanium, einer Darstellung der Geschichte des Herzogtums Brabant. Die originale panoramische Zeichnung von Heverlee könnte möglicherweise auf Anfrage des Aristokraten und Kunstmäzens Charles III. de Croÿ, der eine ausgedehnte Manuskriptensammlung und bedeutenden Ländereien in Heverlee hatte, entstanden sein. Justus Lipsius versuchte de Croÿ davon zu überzeugen, seine Bibliothek nach Heverlee zu bringen und eine humanistische Akademie zu etablieren. Lipsius bat van der Baren, die Lage der geplanten Akademie in seinem Panorama einzuzeichnen. Die Platte des Panoramas von Löwen wurde von Pieter van der Borcht graviert und von Theodor Galle weiter bearbeitet.